# RAF Fairford
Royal Air Force Fairford o più semplicemente RAF Fairford è una base aerea della RAF nel Gloucestershire, nel Regno Unito, ed è correntemente un aeroporto in modalità provvisoria, non soggetto ad un uso quotidiano. Il suo principale uso negli ultimi anni è stato quello di base per i B-52 Stratofortress dell'USAF durante la Prima guerra del Golfo nel 1991, l'Operazione Allied Force nel 1999 e l'invasione dell'Iraq nel 2003. È correntemente l'unico aeroporto europeo dell'USAF per bombardieri pesanti.
RAF Fairford era l'unico sito per atterraggi di emergenza dello Space Shuttle nel Regno Unito. Oltre ad avere una pista sufficientemente lunga da permettere l'atterraggio dello Space Shuttle, sull'aeroporto era presente anche personale antincendio e sanitario addestrato dalla NASA.
La pista è classificata come unrestricted load-bearing capacity, può cioè permettere il decollo e l'atterraggio di qualsiasi tipo di aereo, senza nessuna restrizione di peso.
La base è anche la sede del Royal International Air Tattoo (RIAT), un famoso airshow annuale. Il RIAT è uno dei più grandi airshow del mondo, con l'evento del 2003 entrato nel Guinness dei Primati come più grande airshow militare mai realizzato, con la presenza di 535 aerei.

## Storia

### Royal Air Force

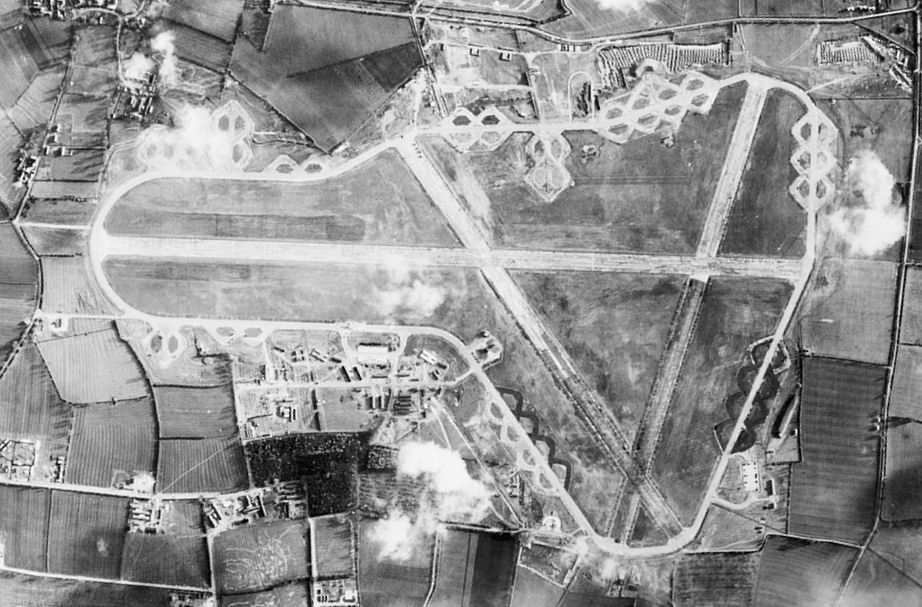
Fotografia aerea del 2 dicembre 1943 dell'aeroporto di Fairfield: i depositi di bombe e munizioni sono ad est (in alto) del tracciato perimetrale, la base tecnica e le baracche sono a nord (in basso a destra).

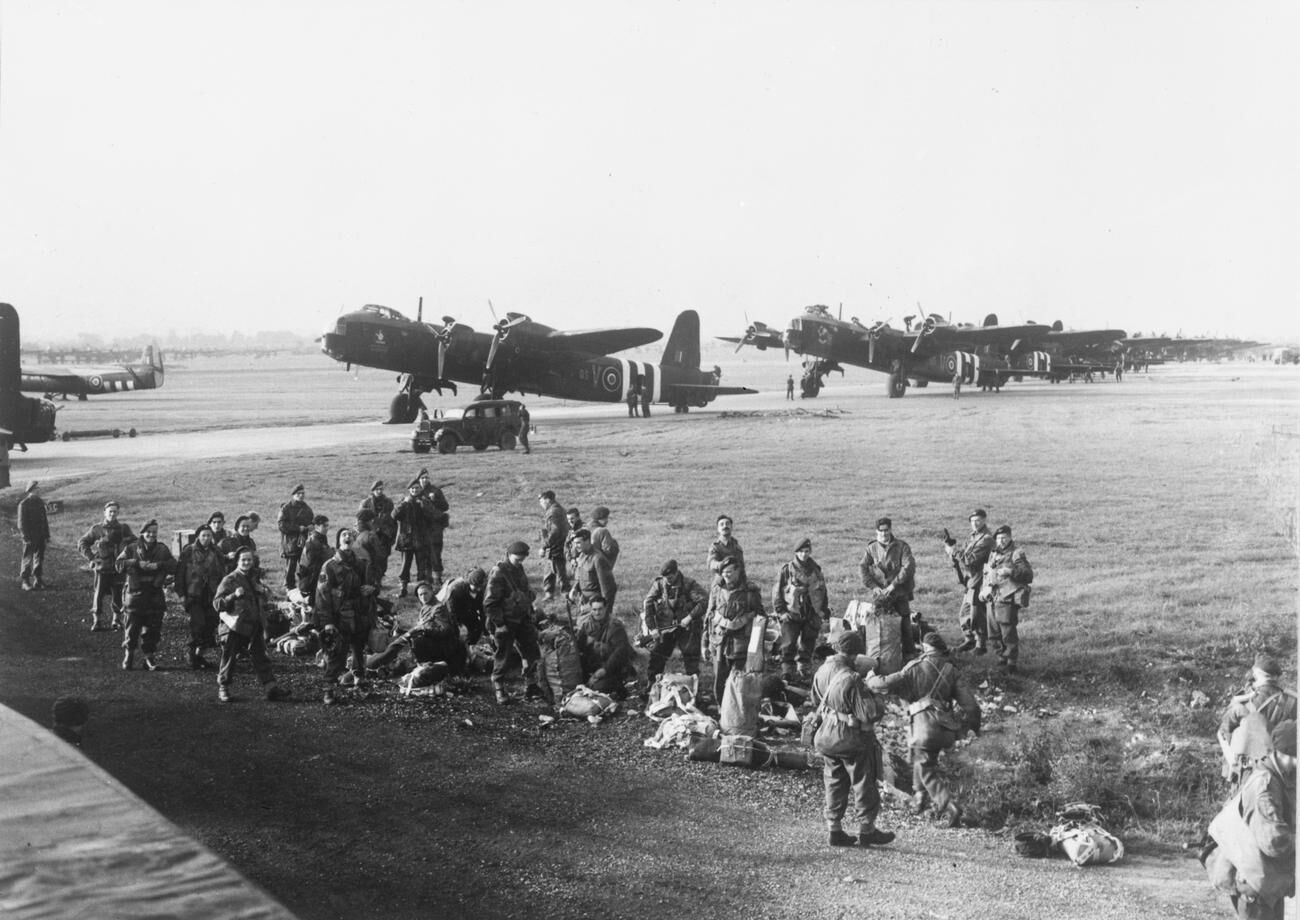
Soldati si imbarcano sugli aerei per l'Operazione Market Garden.

RAF Fairford venne costruita nel 1944 per servire come aeroporto per i trasporti truppe e gli alianti inglesi e americani necessari per il D-Day, l'invasione della Normandia durante la Seconda guerra mondiale.
Nei primi anni della Guerra Fredda i governi inglese e statunitense raggiunsero un accordo per il quale elementi dell'USAF Strategic Air Command (SAC) sarebbero stati basati nel Regno Unito. Basi erano già state stabilite in East Anglia, a RAF Mildenhall e a RAF Lakenheath, ma esse erano considerate troppo vulnerabili ai bombardamenti aerei nemici, quindi vennero cercati ulteriori aeroporti dietro le principali linee di difesa caccia della RAF.
Quattro aeroporti vennero selezionati per ricevere unità del SAC: RAF Brize Norton, RAF Fairford, RAF Greenham Common e RAF Upper Heyford. Nel 1948 gli americani occuparono queste basi, includendo pure RAF Burtonwood, RAF Mildenhall, RAF Lakenheath e RAF Woodbridge, per formare un deterrente in Europa contro l'Unione Sovietica.
La posizione di RAF Lyneham come base principale per il trasporto tattico della RAF venne enfatizzata nel febbraio 1971, quando gli Squadrons 30 e 47 vennero trasferiti da essa alla base di RAF Fairford.

### U.S. Air Force
Nel 1950, come risultato dell'inizio della Guerra Fredda, l'aeroporto venne trasferito all'United States Air Force per operazioni di bombardamento strategico. Una pista di 3000 metri venne costruita a questo scopo.
La sua costruzione venne completata nel 1953 ed essa servì come base avanzata per i primi Convair B-36 Peacemaker provenienti dalla Carswell Air Force Base in Texas. L'aeroporto più tardi ricevette i B-47, i quali erano mantenuti ad un elevato stato di allerta a causa dell'accresciuta tensione con l'Unione Sovietica.

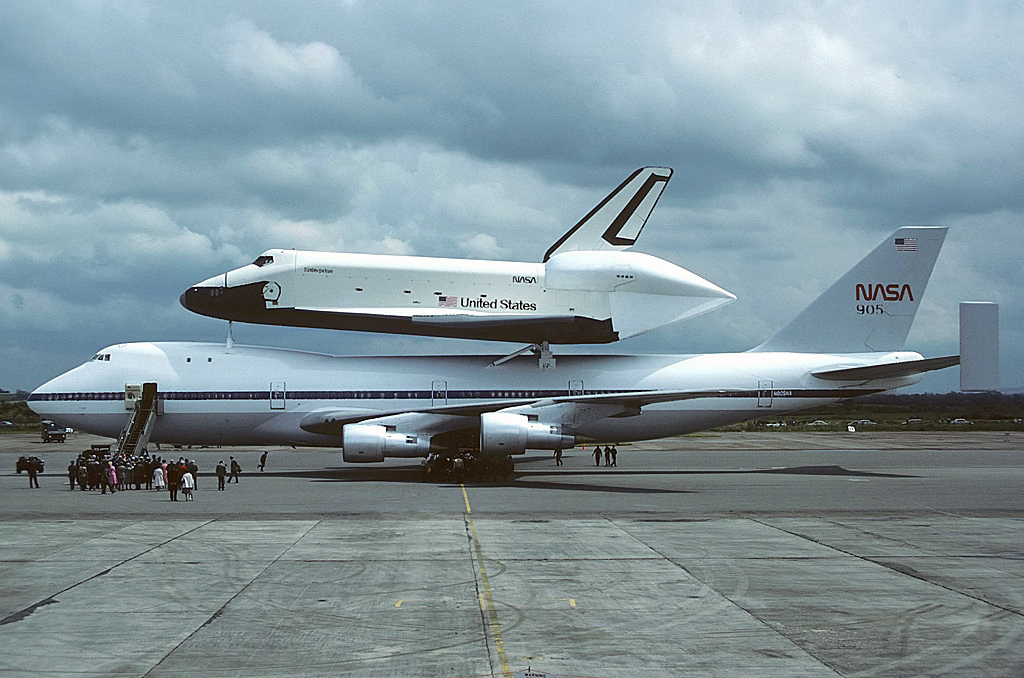
Lo Shuttle Carrier mentre trasporta lo Space Shuttle Enterprise nel suo viaggio verso il Paris Air Show nel 1983.

Fairford venne scelta nel 1969 come sede inglese per i test del Concorde, che continuarono fino al 1977. L'U.S. Air Force ritornò successivamente con i Boeing KC-135 Stratotanker, schierati a rotazione tra i numerosi KC-135 basati negli USA. Il 15 novembre 1978 l'11th Strategic Group (11 SG) venne attivato a RAF Fairford. Il reparto utilizzò i KC-135, il personale e gli equipaggi di SAC, Air National Guard e AF Reserve fino al settembre 1979, quando ricevette i propri aerei. Divenne presto un supporto per il rifornimento di tutte le operazioni dell'USAF, gli schieramenti e i rischieramenti, tanto quanto per la partecipazione ad esercitazioni NATO.
Il personale dell'11 SG per le operazioni e la manutenzione venne assegnato permanentemente, ma aerei, equipaggi e comandanti erano assegnati temporaneamente, provenienti dall'European Tanker Task Force a rotazione. Aerei e equipaggi operavano da Riadh, Keflavik, Saragozza, Lajes Field nelle Azzorre, Sigonella e Hellenikon in Grecia. I KC-135 e KC-10 schierati a Fairford supportarono l'operazione Operation El Dorado Canyon contro la Libia nel 1986.
L'unità continuò a mantenere il nome 11th Strategic Group, ma venne infine inattivata il 7 agosto 1990. Gli aerei vennero ritirati e la base venne portata ad uno status di stand-by, aggiornato ad "uso limitato" a metà degli anni '90. Nel 2010 il personale militare venne rimosso, lasciando un'unità operativa civile.

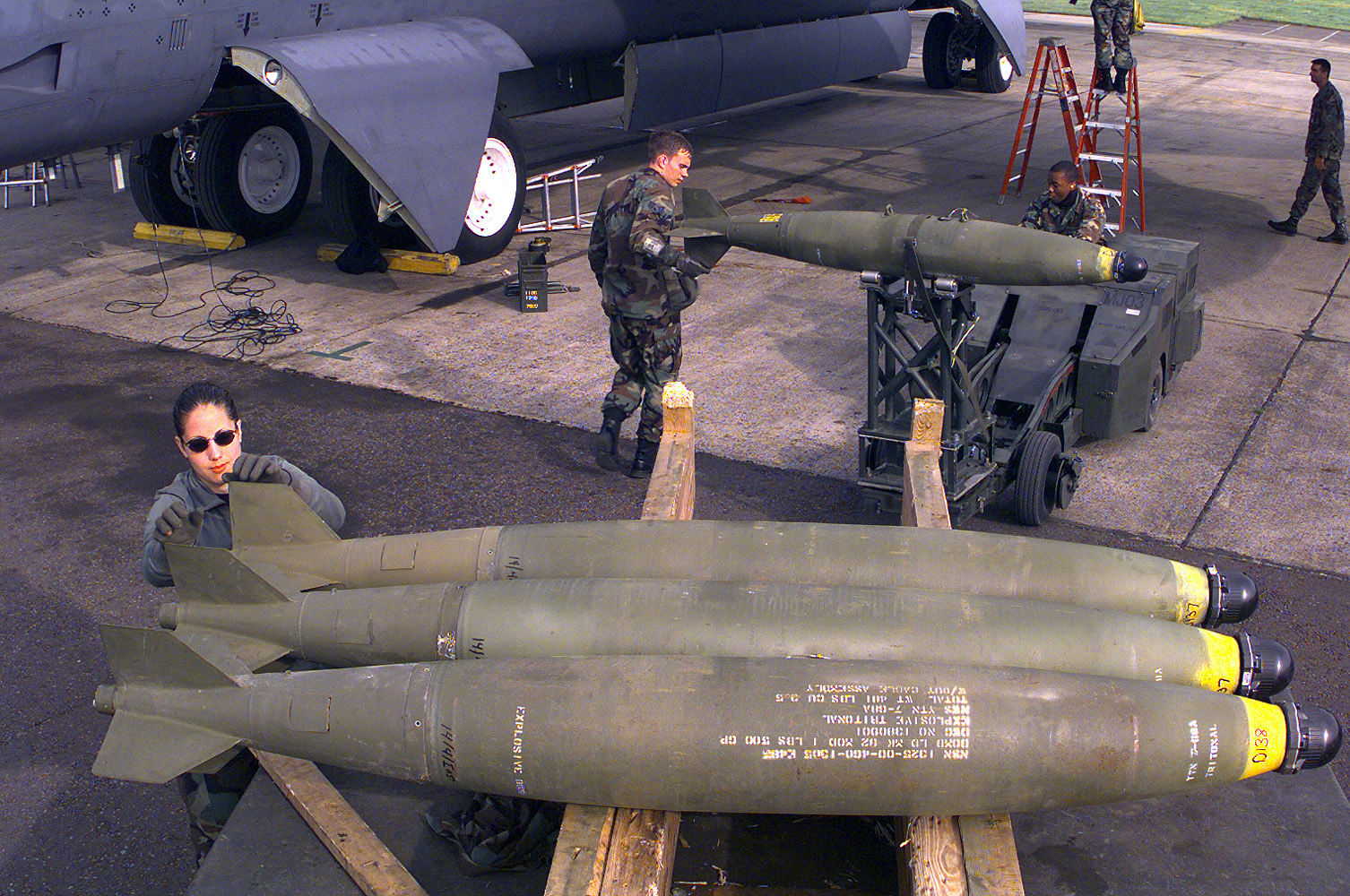
Membri del personale di terra caricano bombe Mark 82 su un B-52.

A causa della sua posizione e delle sue infrastrutture, l'aeroporto e considerato una base operativa avanzata dall'USAF. Esso venne usato nella Prima Guerra del Golfo nel 1991, con B-52 e KC-135 provenienti dalla Eaker AFB in Arkansas. Venne più tardi usato nell'Operazione Allied Force nel 1999, quando vennero usati B-52 della Barksdale AFB, B-1B della Ellsworth AFB e KC-135 dalla Mountain Home AFB. Durante quel conflitto, i bombardieri basati a Fairford sganciarono il 48% di tutte le bombe convenzionali sganciate dalla NATO su obiettivi nella ex-Jugoslavia.
Nell'l'invasione dell'Iraq del 2003, le operazioni di bombardamento includevano i B-52 basati alla Minot AFB, ma volanti da Fairford. In anni recenti l'aeroporto è stato usato occasionalmente dai bombardieri stealth B-2 Spirit ed è frequentemente visitato dai ricognitori U-2.
A causa del deterioramento delle strutture aeroportuali e del suo ruolo NATO di bombardamento pesante, Fairford venne sottoposta ad un rifacimento della pista e dei sistemi di rifornimento da 100 milioni di dollari, il più grande finanziamento per un progetto di costruzione aeroportuale all'interno di una nazione NATO dalla fine della Guerra Fredda. Questo lavoro durò da maggio 2000 a maggio 2002. Ulteriori migliorie continuarono fino al 2008, includendo la costruzione di due hangar ad ambiente controllato per i bombardieri B-2 e un reparto di manutenzione a bassa visibilità.
Il 15 settembre 2009, venne annunciato che l'USAF avrebbe ritirato tutto il personale in uniforme dalla base entro settembre 2010, dopo il quale essa sarebbe stata gestita in modalità "cura e manutenzione" degli aeromobili. Comunque la base rimane un aeroporto in stand-by, capace di riattivazione immediata entro 24-48 ore, e continuerà ad ospitare il Royal International Air Tattoo.
Tre Boeing B-52H Stratofortress sono stati schierati dalla Minot AFB in North Dakota a Fairford dal 5 al 19 giugno 2015, per prendere parte alle esercitazioni Baltops e Saber Strike in Europa dell'Est. Baltops, un'esercitazione prevalentemente marittima, ebbe luogo negli stati baltici di Estonia, Lettonia e Lituania, mentre Saber Strike vide i B-52 volare in missioni di supporto aereo ravvicinato in Polonia. Prendendo vantaggio dalla presenza dei B-52, avvennero alla base anche due voli di bombardieri B-2, i quali fecero una breve visita a Fairford come parte dei voli di addestramento Global Power.

## Unità amministrative dell'U.S. Air Force attuali
Il 14 gennaio 2004, il 420th Air Base Group (420 ABG) venne istituito sulla base di Fairford, con lo scopo di migliorare il controllo delle sue unità separate geograficamente (GSUs), che erano state affiancate al 100th Air Refueling Wing con centro sulla base di RAF Mildenhall.
Queste unità erano assegnate sulle basi di FAR Fairford, RAF Croughton, RAF Alconbury, RAF Molesworth e RAF Menwith Hill. Il 420 ABG dipendeva direttamente dalla 3rd Air Force fino al 26 maggio 2004, quando il 38th Combat Support Wing (38 CSW) venne istituito a Sembach Annex, in Germania.
Il 12 maggio 2005, la United States Air Forces in Europe (USAFE) attivò il 501st Combat Support Wing (CSW), con quartier generale alla base RAF Alconbury, per fornire supporto alle GSU presenti nel Regno Unito. Gli aviatori del 501 CSW si focalizzarono su quelle unità che erano separate geograficamente dalle stazioni principali di RAF Mildenhall e RAF Lakenheath. L'organico dello staff comprendeva circa 30 persone.
Dal 2010 il 422 ABG a RAF Croughton e il 420th Air Base Squadron a RAF Fairford sono responsabili delle operazioni quotidiane a RAF Fairford, assicurando che essa abbia sufficienti risorse per il suo funzionamento.